# Seattle Sounders FC 2019
Questa voce raccoglie le informazioni riguardanti il Seattle Sounders Football Club nelle competizioni ufficiali della stagione 2019.

## Organico

### Rosa 2019
Aggiornata al 19 febbraio 2019.
| N. |                        | Ruolo | Calciatore        |
| -- | ---------------------- | ----- | ----------------- |
| 1  | Stati Uniti (bandiera) | P     | Trey Muse         |
| 3  | Stati Uniti (bandiera) | D     | Jonathan Campbell |
| 4  | Svezia (bandiera)      | C     | Gustav Svensson   |
| 5  | Camerun (bandiera)     | D     | Nouhou Tolo       |
| 7  | Stati Uniti (bandiera) | C     | Cristian Roldan   |
| 8  | Spagna (bandiera)      | C     | Víctor Rodríguez  |
| 9  | Perù (bandiera)        | A     | Raúl Ruidíaz      |
| 10 | Uruguay (bandiera)     | C     | Nicolás Lodeiro   |
| 11 | Australia (bandiera)   | D     | Brad Smith        |
| 13 | Stati Uniti (bandiera) | A     | Jordan Morris     |
| 14 | Stati Uniti (bandiera) | D     | Chad Marshall     |
| 16 | Stati Uniti (bandiera) | C     | Alex Roldan       |

| N. |                          | Ruolo | Calciatore      |
| -- | ------------------------ | ----- | --------------- |
| 17 | Stati Uniti (bandiera)   | A     | Will Bruin      |
| 18 | Paesi Bassi (bandiera)   | D     | Kelvin Leerdam  |
| 19 | Stati Uniti (bandiera)   | C     | Harry Shipp     |
| 20 | Corea del Sud (bandiera) | D     | Kim Kee-Hee     |
| 21 | Martinica (bandiera)     | C     | Jordy Delem     |
| 23 | Stati Uniti (bandiera)   | C     | Henry Wingo     |
| 24 | Svizzera (bandiera)      | P     | Stefan Frei     |
| 29 | Panama (bandiera)        | D     | Román Torres    |
| 30 | Stati Uniti (bandiera)   | D     | Jordan McCrary  |
| 35 | Stati Uniti (bandiera)   | P     | Bryan Meredith  |
| 70 | Kenya (bandiera)         | C     | Handwalla Bwana |